# 정맥염
정맥염은 정맥의 염증이다. 표재성 정맥에서 가장 흔하게 발생한다. 정맥염은 종종 혈전증과 함께 발생하며 혈전정맥염 또는 표재성 혈전정맥염이라고 한다. 심부정맥 혈전증과 달리 표재성 혈전정맥염으로 인해 혈전이 분해되어 조각조각 폐로 운반될 가능성은 매우 낮다.
일반적으로 피부의 표면 정맥을 따라 부드러운 붉은색 영역이 서서히 시작된다. 염증이 표재성 정맥을 따라가면서 길고 가느다란 붉은 부위가 보일 수 있다. 이 부위는 단단하고 따뜻하며 부드럽게 느껴질 수 있다. 정맥 주변의 피부가 가렵고 부을 수 있다. 해당 부위가 욱신거리거나 화끈거리기 시작할 수 있다. 특히 아침에 침대에서 처음 일어날 때 다리를 낮출 때 증상이 악화될 수 있다. 미열이 발생할 수 있다. 때때로 말초 정맥 주사 라인이 시작된 곳에서 정맥염이 발생할 수 있다. 주변 부위는 정맥을 따라 아프고 압통이 있을 수 있다.
정맥염은 일반적으로 정맥 카테터 삽입으로 인한 정맥의 국소 외상으로 인해 발생한다 그러나 루푸스와 같은 결합 조직 장애나 췌장암, 유방암 또는 난소암의 합병증으로 인해 발생할 수도 있다. 정맥염은 특정 약물 및 데소 모르핀 과 같이 정맥을 자극하는 약물로 인해 발생할 수도 있다.
치료는 일반적으로 이부프로펜과 같은 NSAID로 이루어진다. 정맥염이 국소 세균 감염과 관련된 경우 항생제를 사용할 수 있다.